# HD 139254
HD 139254，又名BD-22 3989，SAO 183637、HR 5806，是一颗恒星，视星等为5.78，位于銀經345.55，銀緯25.65，其B1900.0坐标为赤經15h 31m 55.2s，赤緯-22° 25.65′ 36″。